# 카르디날 말룰라 대학교
카르디날 말룰라 대학교(프랑스어: Université cardinal Malula)는 콩고 민주 공화국 킨샤사에 있는 사립 대학교이다. 2001년에 첫 개교되었다.
콩고 민주 공화국의 여성 정치가 에브 바제바가 2006년 이 학교의 법학과를 나왔다.